# Colonia Loma Alta
Colonia Loma Alta är en ort i Mexiko.   Den ligger i kommunen Cuautitlán de García Barragán och delstaten Jalisco, i den södra delen av landet, 500 km väster om huvudstaden Mexico City. Colonia Loma Alta ligger 591 meter över havet och antalet invånare är 150.
Terrängen runt Colonia Loma Alta är huvudsakligen kuperad, men västerut är den platt. Runt Colonia Loma Alta är det glesbefolkat, med 13 invånare per kvadratkilometer. Närmaste större samhälle är La Resolana, 19,1 km norr om Colonia Loma Alta. I omgivningarna runt Colonia Loma Alta växer i huvudsak lövfällande lövskog.